# Szabó Anikó
Szabó Anikó (Nagyvárad, 1965. július 22. –) magyar színésznő.

## Családja
Édesapja Szabó Barnabás képzőművész, édesanyja Szabó Erzsébet tanár. Anyai ágon az erdélyi örmény Ötvös család leszármazottja.
Élettársa Mikó István színművész.

## Életpályája
1990-ben végzett a zalaegerszegi Nádasdy Kálmán Színészképző Stúdióban. 1985-1993 között a Hevesi Sándor Színházban szerepelt. 1993-2002 között a Soproni Petőfi Színház tagja volt. 2002-2003 között az IBS Színpadon dolgozott. 2002-től a Turay Ida Színház tagja, mellette 2007-2012 között ismét szerepelt a Soproni Petőfi Színházban, a 2008–2009-es évadban a szolnoki Szigligeti Színházban, illetve 2013-tól a József Attila Színházban is.

## Fontosabb színházi szerepei
- William Shakespeare: Rómeó és Júlia.... Montague-né
- William Shakespeare: A makrancos hölgy.... Özvegyasszony
- Benjamin Jonson: Volpone.... Lady Volna, Sir Politicus felesége
- Arthur Miller: A salemi boszorkányok.... Tituba, Parris néger szolgálója
- Romain Rolland: A szerelem és a halál játéka.... Hamupipőke, nyomozó
- Arthur Schnitzler: Beláthatatlan táj.... Adele, Natter felesége
- Ken Kesey: Kakukkfészek.... Sandra
- Georges Feydeau: Bolha a fülbe.... Antoinette
- William Somerset Maugham: Imádok férjhez menni.... Mrs. Pogson; Dennise
- Nell Dunn: Gőzben.... Dawn
- Neil Simon: Furcsa pár.... Gwendolyne O'Pigeon
- Ken Ludwig: Vegyes-páros....  Maria, Tito felesége
- Schönthan testvérek: A szabin nők elrablása.... Elvira, tragika
- Anthony Marriott: Csak semmi szexet, kérem, angolok vagyunk!.... Susan
- Alphonse Allais - Mikó István: Horgász a pácban.... Arabella
- Paul Schurek – Mikó István: Aszfaltmuzsikusok.... Stephanie Neumann, szomszéd özvegyasszony
- Ariano Suassuna: A kutya testamentuma.... Pékné
- Francis Veber: Balfácánt vacsorára.... Marléne
- Szigligeti Ede: Liliomfi.... Pataki Elza, színésznő; Szomszédasszony; Schwarzné
- Csiky Gergely: A nagymama.... Timár Karolin, a nevelőintézet tulajdonosa
- Gárdonyi Géza: Hosszúhajú veszedelem.... Viki; Rozi; Ágnes; Nevelőnő
- Móricz Zsigmond: Nem élhetek muzsikaszó nélkül.... Borcsa, szakácsné
- Móricz Zsigmond: Sári bíró.... Veroni
- Móricz Zsigmond – Kocsák Tibor – Miklós Tibor: Légy jó mindhalálig.... Török néni
- Rideg Sándor: Indul a bakterház.... Borcsa, a bakter felesége
- Vadnay László: A csúnya lány.... Irma
- Békeffi István: Az okos mama.... Mici, szobalány
- Békeffi István: Kölcsönkért kastély.... Borcsa, szakácsné
- Békeffi István – Stella Adorján: Janika.... Újságíró
- Tamási Áron: Ábel.... Ábel édesanyja
- Tamási Áron: Énekes madár.... Kömény Ignácné
- Örkény István: Tóték.... Gizi Gézáné, egy rossz hírű nő
- Spiró György: Az imposztor.... Súgónő
- Pozsgai Zsolt: A tenger szerelmesei.... Guma anyja, Jemanzsa
- Győri Péter: Panka és a mumus.... Nagymamaus
- Topolcsányi Laura – Berkes Gábor: Bubamara.... Margit
- Topolcsányi Laura: Doktornők.... Tomanekné
- Topolcsányi Laura: Ikrek előnyben.... Huanita
- Topolcsányi Laura: Hókirálynő... Nagymama; Anya
- Bob Fosse – Fred Ebb: Chicago.... Florica
- Hervé: Nebáncsvirág.... Kapusnővér
- Huszka Jenő: Bobherceg.... Udvarhölgy 2.
- Huszka Jenő: Gül Baba.... Fatime
- Eisemann Mihály: Zsákbamacska.... Holicáné
- Eisemann Mihály – Zágon István - Nóti Károly: Hippolyt, a lakáj.... Julcsa
- Szirmai Albert – Bakonyi Károly – Gábor Andor: Mágnás Miska.... Stefánia, Korláth felesége
- Presser Gábor – Horváth Péter – Sztevanovity Dusán: A padlás.... Mamóka
- Vajda Anikó – Apostol együttes: Nem tudok élni nélküled.... Karellné, takarítónő
- Kovács András Ferenc: Egerek... Cimpike